# Chaetodipterus faber
Chaetodipterus faber is een straalvinnige vissensoort uit de familie van schopvissen (Ephippidae). De wetenschappelijke naam van de soort is voor het eerst geldig gepubliceerd in 1782 door Broussonet.